# Valley Curtain

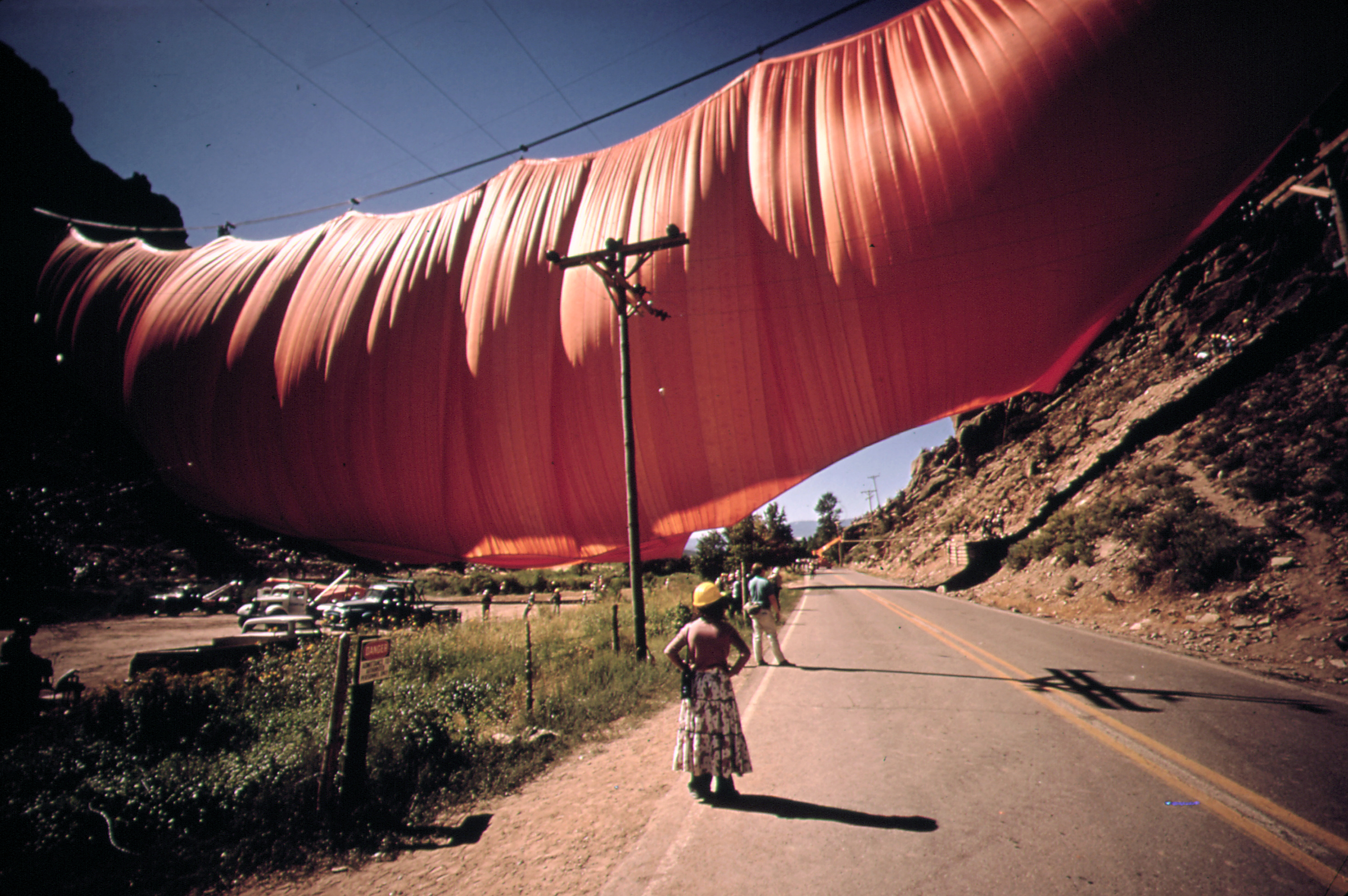
L'installation à Rifle, dans le Colorado, mai 1972.

Valley Curtain (rideau de la vallée) est une œuvre de l'artiste Christo et de son épouse Jeanne-Claude, réalisée à Rifle, dans le Colorado, entre 1970 et 1972.
Il s'agit d'un rideau de nylon orange monumental (12783 m²) tendu entre les massifs de Grand junction et Glenwood Spring. Sa largeur était de 381m, sa hauteur de 111m de chaque côté et de 55,5m au centre.  
Sa construction nécessite 35 ouvriers et 64 employés intérimaires  
Un premier rideau, construit en 1971, est détruit par le vent le 9 octobre 1971. Un second rideau est terminé le 10 août 1972. Le 11 août 1972, après seulement un jour d'exposition, un fort vent (100 km/h) imposait le «décrochage» de Valley Curtain et le démontage de l’œuvre.  
Comme toutes les œuvres de Christo, Valley Curtain a été financé par la vente de croquis préparatoires, photographies, et autres objets en rapport avec Valley Curtain.